# Alangayam
Alangayam is een panchayatdorp in het district Tirupattur van de Indiase staat Tamil Nadu. 

## Demografie
Volgens de Indiase volkstelling van 2001 wonen er 16.846 mensen in Alangayam, waarvan 50% mannelijk en 50% vrouwelijk is. De plaats heeft een alfabetiseringsgraad van 63%. 